# 대한민국 형법 제103조
대한민국 형법 제103조는 전시군수계약불이행에 관한 형법 각칙의 조문이다.

## 조문
제103조 【전시군수계약불이행】
① 전쟁 또는 사변에 있어서 정당한 이유 없이 정부에 대한 군수품 또는 군용공작물에 관한 계약을 이행하지 아니한 자는 10년 이하의 징역에 처한다.
② 전항의 계약이행을 방해한 자도 전항의 형과 같다.

## 같이 보기
- 전시군수계약불이행
- 형법 제117조
- 전시공수계약불이행·방해죄